# Abadou
Abadou är en ort i Marocko.   Den ligger i provinsen Al Haouz och regionen Marrakech-Safi, 270 km söder om huvudstaden Rabat.